# Herói (revista)
Herói foi uma revista brasileira, criada em 1994 e lançada em dezembro do mesmo ano nas bancas pela Acme Editora (que seria a Conrad Editora mais tarde) em parceira com a Nova Sampa. A edição de estreia trazia na capa o desenho animado Os Cavaleiros do Zodíaco, que havia estreado em setembro de 1994 na extinta TV Manchete e começava a fazer grande sucesso junto ao público infanto-juvenil.
A publicação cobria séries de TV, desenhos animados, quadrinhos, cinema, games e outros assuntos correlatos. As matérias apresentavam ao leitor as novidades dessas áreas, relembravam atrações antigas, revelavam bastidores e curiosidades sobre todos esses temas.
Ao tratar desses assuntos de forma praticamente inédita num veículo de comunicação de massa, trazendo como carro-chefe a cobertura do universo da cultura pop — e navegando no sucesso de Cavaleiros do Zodíaco —, a Herói rapidamente se tornou num fenômeno editorial. A publicação da Acme chegou às bancas com o chamado "formatinho", do mesmo tamanho das revistas da Turma da Mônica e dos quadrinhos da Editora Abril da época, justamente para agradar aos jovens leitores - em sua maioria crianças - que também eram fãs da animação japonesa que fazia sucesso na TV Manchete. Assim, a edição número 1 teve tiragem de 100 mil exemplares, que se esgotaram rapidamente. Houve mais duas reimpressões desta primeira edição e as vendagens também foram altas. As edições subsequentes, já no ano de 1995, também contaram com tiragens e vendagens altas. A edição nº 36 cobrindo exclusivamente a mania Os Cavaleiros do Zodíaco chegou com tiragem de 400 mil exemplares.
Com o grande sucesso em bancas, os editores da revista decidiram, ainda no início de 1995, transformá-la em bissemanal, ou seja, lançando duas edições por semana da publicação.
A popularidade alcançada pela revista gerou a criação de outras publicações. Ainda em 1995, a revista passou a se chamar Herói Gold, com mais páginas e o mesmo preço de R$ 1,95. Outros títulos vieram como a Herói Super, Herói Games, Herói Giga, Herói Mini, Herói Kids, entre outras. No ano 2000 foi lançado o site oficial

## Antecedentes e histórico

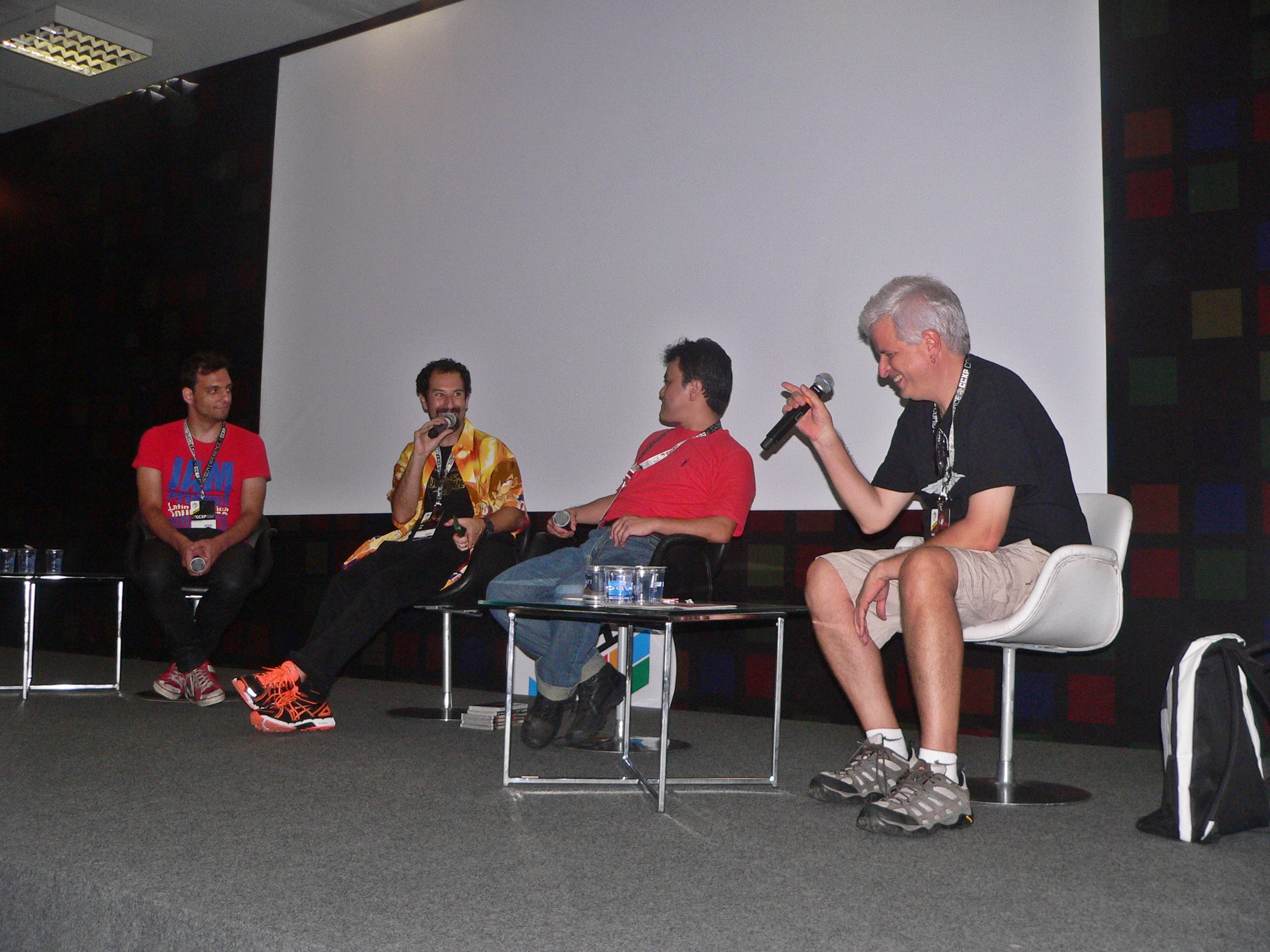
Parte da equipe da revista na Comic Con Experience de 2014 em São Paulo, Brasil. Da esquerda para a direita: Ricardo Cruz, Cassius Medauar, Alexandre Nagado e André Forastieri.

Entre 1992 e 1993, a Editora Azul publicou uma revista spin-off da Revista Set chamada Set Terror & Ficção, editada por Carlos Eduardo Miranda e tendo como redatores os jornalistas André Forastieri e Rogério de Campos. Forastieri e Campos tinham passagens pela Folha de S. Paulo e também trabalharam juntos na revista Bizz, da Editora Azul (braço jovem da Editora Abril). Em 1993, os dois jornalistas deixaram a Azul para fundar a editora Acme. Ali, eles criaram a revista General, dedicada à cultura pop e voltada para o público jovem-adulto. Mais tarde, com o sucesso dos Cavaleiros do Zodíaco, foram aconselhados por Mauro Martinez dos Prazeres (um dos donos da Devir) e pelo editor Franco de Rosa a fazerem um teste com o anime, que estava fazendo grande sucesso junto às crianças. Forastieri já tinha a intenção de produzir uma publicação aos moldes da Set Terror & Ficção e percebeu que essa seria sua chance. Forastieri e Campos estavam produzindo três outras revistas naquele momento: uma sobre cinema, outra sobre quadrinhos e a terceira sobre RPG (Role Playing Game). Quem tocava a feitura dessas publicações era o jornalista Odair Braz Junior (estagiário à época e que virou o primeiro editor da publicação) e, com a ideia de criar uma revista para o público infanto-juvenil, adaptou-se o material dessas outras revistas para o que seria a Herói número 1. Produzida rapidamente com textos de Forastieri, de Odair e do colaborador Alexandre Nagado (roteirista de histórias em quadrinhos baseadas nas séries Maskman, Flashman e Street Fighter), surgia assim a revista Herói. Com o sucesso da série de anime Os Cavaleiros do Zodiaco e demais produções japonesas, Nagado se tornou um colaborador frequente e o jornalista Marcelo Del Greco (editor da linha de mangás da Editora JBC) também se tornou um colaborador para escrever sobre Cavaleiros do Zodíaco. Mais tarde, Del Greco foi contratado para fazer parte da redação da Herói. Com o tempo, a revista seria publicada apenas pela Conrad Editora (nome adotado pela Acme).
A revista circulou, com várias pausas, intervalos e mudanças de nome (como Herói Gold, Herói 2000 e Herói.com.br), por 12 anos, incluindo aí o website, que teve boa audiência durante vários anos. A última tentativa de colocar a Herói novamente nas bancas aconteceu em 2006, já editora Futuro Comunicação, uma dissidência da Conrad, porém com numeração reiniciada. Esta edição trouxe Lost na capa, série de grande sucesso na época. Mas as vendas não foram boas e não houve sequência.
No início de 2016, a editora Tambor Digital, de André Forastieri, lançou o livro Herói: A História da Revista que Mudou uma Geração. Com 192 páginas, a obra escrita por Forastieri e Arianne Brogini (editora da Herói entre 2000 e 2002) traz depoimentos dos muitos profissionais que trabalharam na revista ao longo dos anos.
Em 30 de maio de 2025, Forastieri lançou uma campanha de financiamento coletivo no Catarse em comemoração aos 30 anos da revista, republicando o livro e com novos brindes.